# Burgruine Zwingenstein
Zwingenstein ist eine Burgruine bei Unterinn in der Gemeinde Ritten in Südtirol. Von der Ministerialenburg blieben lediglich Mauerreste erhalten.

## Geschichte
Der Burghügel gilt als uralte Siedlungsstätte, wie zahlreiche Bodenfunde aus der Bronze- und Eisenzeit belegen. Erste Besiedlungsspuren finden sich in der Jungsteinzeit. Jüngere Ausgrabungen konnten die Existenz eines rätischen Wohnhauses aus dem 2. Jahrhundert v. Chr. nachweisen. Am Ende der Eisenzeit wurde das bis dahin besiedelte Areal aufgegeben. In der Römerzeit existierte in der Nähe, bei der Kirche St. Sebastian auf der Weit, ein Bestattungsplatz, bei dem man römische Urnengräber fand. Auf der Hügelkuppe entstand Anfang des 13. Jahrhunderts an einem strategisch wichtigen Stützpunkt die Burg Zwingenstein zur Kontrolle der an dem Burghügel vorbeiführenden Brennerstraße (Kaiserweg). Sie war namengebender Stammsitz der Herren von Zwingenstein, Ministerialen der Bischöfe von Trient als Inhaber der Burghut. Die ersturkundliche Erwähnung stammt aus dem Jahr 1258, als ein dominus Nicolaus de Twingenstain genannt wird. Graf Meinhard II. ließ die Burg 1276 belagern und zerstören. Das Geschlecht der Zwingenstein ist im frühen 16. Jahrhundert erloschen, aber noch 1483/84 mit Cristoff Zwingenstainer landrichter zu Griess vnd Botzen bezeugt. Das Stammwappen wird heute von Ritten als Gemeindewappen geführt. Am 3. Juli 1989 erfolgte die Unterschutzstellung der Ruine von Seiten des Südtiroler Landesdenkmalamtes.

## Beschreibung
Von der kleinen mittelalterlichen Ministerialenburg blieben lediglich auf der Hügelspitze einige, wenige Mauerreste erhalten. Umgeben sind sie von einem inneren prähistorischen Ringwall. Weiter unterhalb liegt der ursprünglich als Befestigung des Hügelplateaus dienende, äußere Wall.